# Aude Bono
Pour les articles homonymes, voir Bono (homonymie).
Aude Bono-Vandorme, née le 3 août 1962 à Soissons, est une femme politique et physicienne française. Elle est élue députée de l'Aisne en 2017, sous l'étiquette de La République en marche.

## Biographie
Aude Bono-Vandorme est née le 3 août 1962 à Soissons. Formée à l'EPF, elle est ingénieure et docteur en mécanique des fluides. Elle devient ensuite enseignante-chercheuse en analyse et mécanique des fluides dans son alma mater et est également maître de conférences au Cnam de Picardie et chargé de cours à l'École centrale Paris. 
Engagée à l'UDF, puis au Nouveau Centre, Aude Bono-Vandorme est élue conseillère municipale de Laon en mars 2008 sur la liste du maire sortant UMP, Antoine Lefèvre. Elle devient ensuite adjointe au maire, à la suite de son élection. En 2010, elle se présente à l'élection régionale en Picardie sur la liste de Caroline Cayeux, mais elle n'est pas élue. En 2012, Aude Bono-Vandorme est candidate dans la première circonscription, lors des élections législatives avec l'étiquette Nouveau Centre et l'investiture de l'UMP. Elle est battue dans une triangulaire au second tour avec 39 % face au député sortant René Dosière avec 42 % et Fawaz Karimet à 19 %.
En 2013, elle devient présidente de la fédération locale de l'UDI dans le département. 
En mars 2014, elle est réélue conseillère municipale de Laon sur la liste d'Antoine Lefèvre et devient 1re adjointe du maire. À la suite de désaccords avec Antoine Lefèvre, elle perd son poste de 1re adjointe, en septembre 2014, et sa délégation municipale.
En janvier 2017, Aude Bono-Vandorme est choisie par l'UDI pour être à nouveau candidate dans la première circonscription pour les élections législatives de 2017. Une alliance électorale entre UDI et LR est conclue, au début du mois de mars. Elle perd l'investiture de son parti, mais elle décide de maintenir sa candidature et entre en dissidence face au candidat investi LR Christophe Coulon. L'UDI décide de la suspendre de ses fonctions et du parti. 
Après sa suspension, Aude Bono-Vandorme annonce le 18 avril 2017 voter Emmanuel Macron pour l'élection présidentielle et se rapproche d'En marche. Elle obtient l'investiture de La République en marche pour la première circonscription. Elle bénéficie du soutien du député sortant de la circonscription, René Dosière, après s'être opposée à lui en 2012.
Après être arrivée en tête au premier tour avec 29 % des voix, Aude Bono-Vandorme est élue, le 18 juin 2017, députée de l'Aisne dans sa première circonscription avec 56 % des voix face au candidat du Front national, Damien Philippot, à 44 %.
À l'Assemblée nationale, Aude Bono-Vandorme est membre de la commission des Affaires européennes et dans un premier temps de la commission de la Défense nationale et des Forces armées. Elle rejoint en mai 2020 la commission des Finances. Dans le cadre des fonctions liées à son mandat parlementaire, elle est également membre de la délégation française à l'Assemblée parlementaire de l'Organisation pour la sécurité et la coopération en Europe (OSCE).
En juillet 2019, à l'occasion de la remise en jeu des postes au sein de la majorité, elle se porte candidate à la présidence de la commission de la Défense et des Forces armées.

## Positions
Aude Bono participe aux manifestations de la Manif pour tous en opposition à la loi sur la légalisation du mariage homosexuel.
Elle se prononce contre la loi bioéthique sur l'autorisation de la procréation médicalement assistée « en conscience » et évoque un « vote de vigilance » face à une « ligne rouge à ne pas franchir ».

## Décorations
Le 31 décembre 2010, Aude Bono-Vandorme est nommée chevalier dans l'ordre national de la Légion d'honneur au titre de « enseignante-chercheuse, adjointe à un maire ; 22 ans d'activités professionnelles et de fonctions électives » ; la distinction lui est remise le 27 mai 2011. Elle est promue au grade d'officier le 3 juillet 2024 au titre de « ancienne députée de l'Aisne, directrice de l'action régionale du Conservatoire national des arts et métiers ».

## Détail des fonctions et mandats

### Mandats électifs
- 21 juin 2017 - 21 juin 2022 : députée de la 1re circonscription de l'Aisne
- 10 mars 2008 - juillet 2017 : conseillère municipale de Laon
- mars 2008 - 29 septembre 2014 : adjointe au maire de Laon